# Pseudoneoponera denticulata
Pseudoneoponera denticulata (лат.) — вид муравьёв из подсемейства Ponerinae (Formicidae), который ранее включался в состав Pachycondyla. Эндемик Австралии.

## Распространение
Встречаются в Австралии.

## Описание
Среднего размера муравьи коренастого телосложения с грубой скульптурой матового тела. Длина рабочих особей около 1 см, коричневого цвета. От близких видов отличается следующими признаками: более крупные виды (ширина головы HW ≥ 2,60 мм); глаз большие (их длина EL ≥ 0,29 × длина стороны головы) и видны в профиль; муравей матовый и покрыт бледно-жёлтым опушением (вместе с жёлтыми отстоящими волосками), которое при определенном освещении скрывает кутикулярную скульптуру; первые два тергита брюшка с продольными бороздками. Усики 12-члениковые. Глаза расположены у средней линии головы. Мезоплеврон не разделён поперечной бороздкой. Метанотальная бороздка отсутствует. Мандибулы треугольные. Проподеум без шипиков или зубцов. Средние и задние ноги с одной голенной шпорой. Стебелёк между грудкой и брюшком состоит из одного узловидного членика петиоля. Брюшко с сильной перетяжкой между 1-м (A3) и 2-м (A4) сегментами. Хищники, охотятся на членистоногих. Фуражировка одиночная. Семьи малочисленные, содержат около десятка муравьёв.

## Систематика
Вид был впервые описан в 1896 году английским энтомологом Уильямом Форселлом Кёрби (1844—1912) под названием Bothroponera denticulata Kirby W. F. 1896. В дальнейшем с 1995 года включался в состав рода Pachycondyla как Pachycondyla denticulata. В 2009 году Крис Шмидт (Schmidt, 2009), проведя молекулярно-генетический филогенетический анализ подсемейства понерины предложил восстановить род Pseudoneoponera. Самостоятельный родовой статус и обновлённое видовое название были официально восстановлены в 2014 году.